# Callichirus foresti
Callichirus foresti is een tienpotigensoort uit de familie van de Callianassidae. De wetenschappelijke naam van de soort is voor het eerst geldig gepubliceerd in 1974 door Le Loeuff & Intes.